# Сальвета-Пералес (кантон)
Сальвета́-Перале́с (фр. Salvetat-Peyralès) — кантон во Франции, находится в регионе Юг — Пиренеи, департамент Аверон. Входит в состав округа Родез.
Код INSEE кантона — 1238. Всего в кантон Сальвета-Пералес входят 5 коммун, из них главной коммуной является Ла-Сальвета-Пералес.

## Коммуны кантона
| Коммуна             | Население, чел. (2007) | Почтовый индекс | Код INSEE |
| ------------------- | ---------------------- | --------------- | --------- |
| Кастельмари         | 131                    | 12800           | 12060     |
| Креспен             | 269                    | 12800           | 12085     |
| Ла-Сальвета-Пералес | 1067                   | 12440           | 12258     |
| Лескюр-Жауль        | 260                    | 12440           | 12128     |
| Тейрак              | 172                    | 12440           | 12278     |

## Население
Население кантона на 2007 год составляло 1 899 человек.
| 1962  | 1968  | 1975  | 1982  | 1990  | 1999  | 2006  | 2007  |
| ----- | ----- | ----- | ----- | ----- | ----- | ----- | ----- |
| 2 750 | 3 085 | 2 775 | 2 497 | 2 116 | 1 891 | 1 899 | 1 899 |